# Seznam generálních ředitelů Vězeňské služby České republiky
Toto je seznam generálních ředitelů Vězeňské služby České republiky. Vězeňská služba České republiky (VS ČR) vznikla dne 1. ledna 1993 ze Sboru nápravné výchovy, který byl složkou Ministerstva spravedlnosti.

## Seznam
Seznam generálních ředitelů:
- plk. Zdeněk Karabec (1. ledna 1993 – 25. dubna 1995[2])
- plk. Jiří Malý (říjen 1995[3] – 30. září 1999)
- plk. Kamila Meclová (prosinec 1999[4] – 4. dubna 2005[5])
- genmjr. Luděk Kula (5. dubna 2005[6] – 30. července 2010[7])
- brig. gen. Jiří Tregler (1. září 2010[8] – 15. listopadu 2012[9])
- genmjr. Petr Dohnal (1. prosince 2012[10] – 4. dubna 2014[11])
- brig. gen. Pavel Ondrášek (28. dubna 2014[12] – 19. ledna 2016[p. 1][13])
- genpor. Petr Dohnal (18. prosince 2015[p. 1][14] – 30. září 2021[15])
- genpor. Simon Michailidis (od 1. října 2021[15])